# Linden (Westerwald)

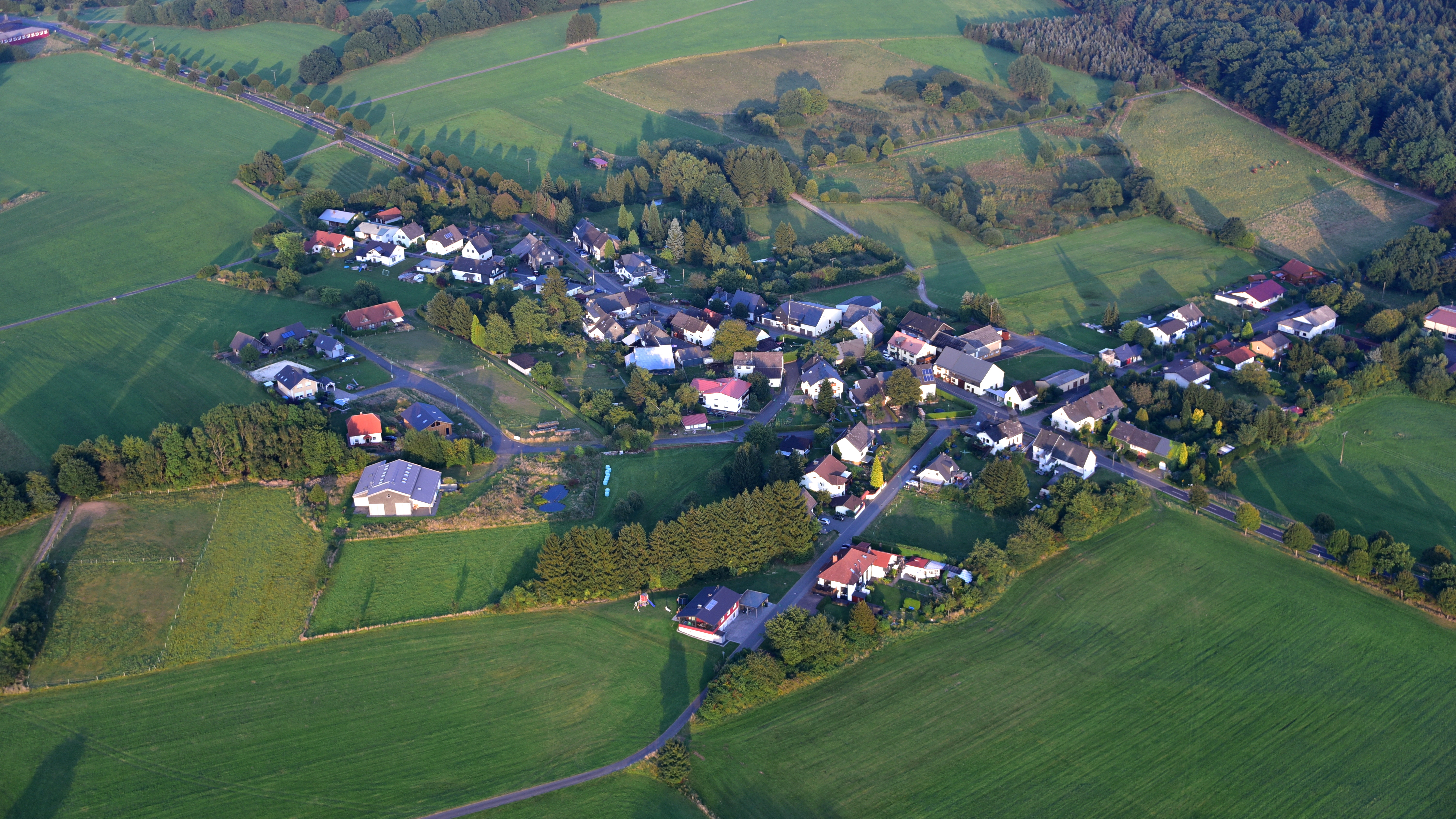
Linden, Luftaufnahme (2016)

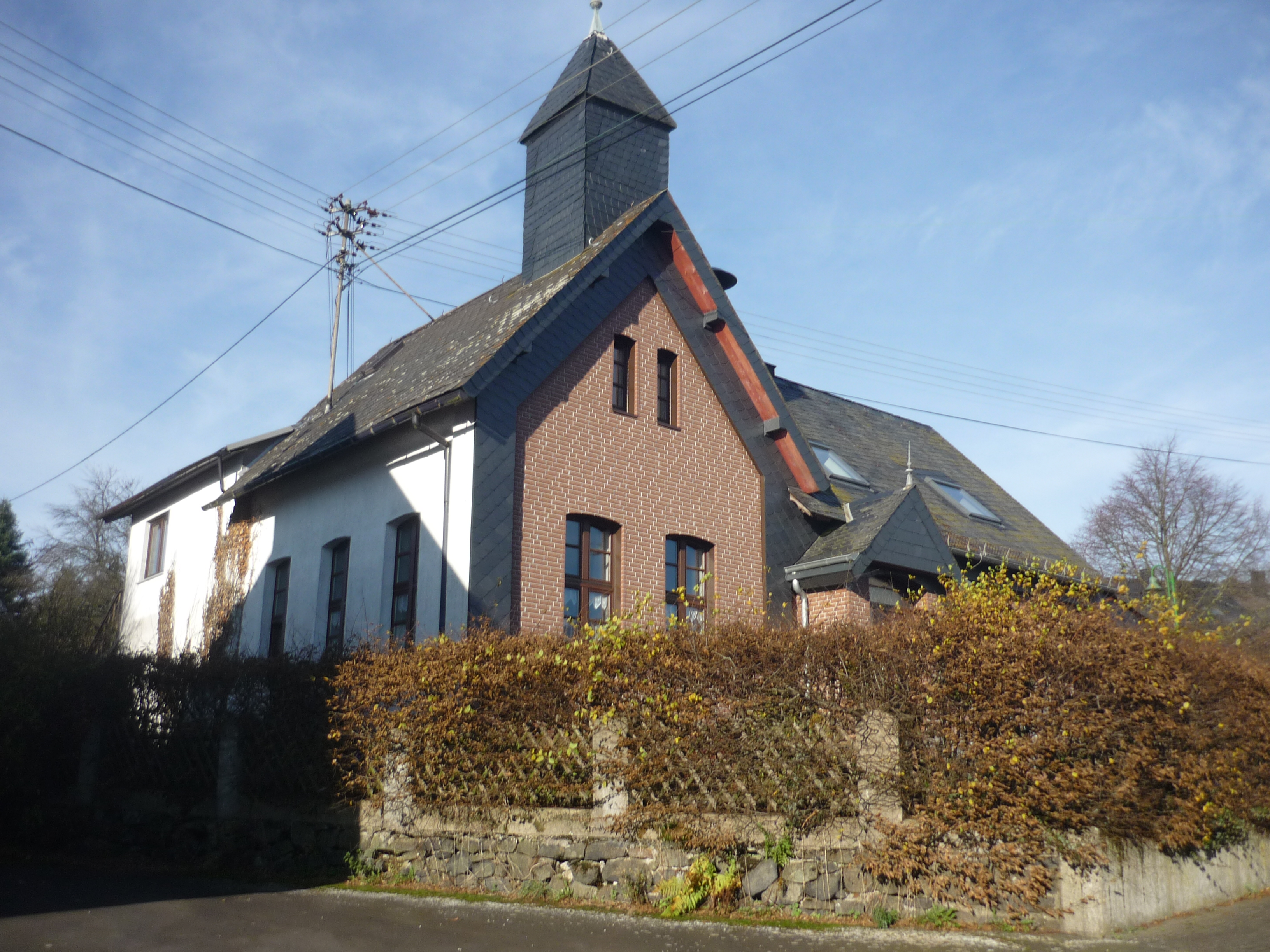
Linden

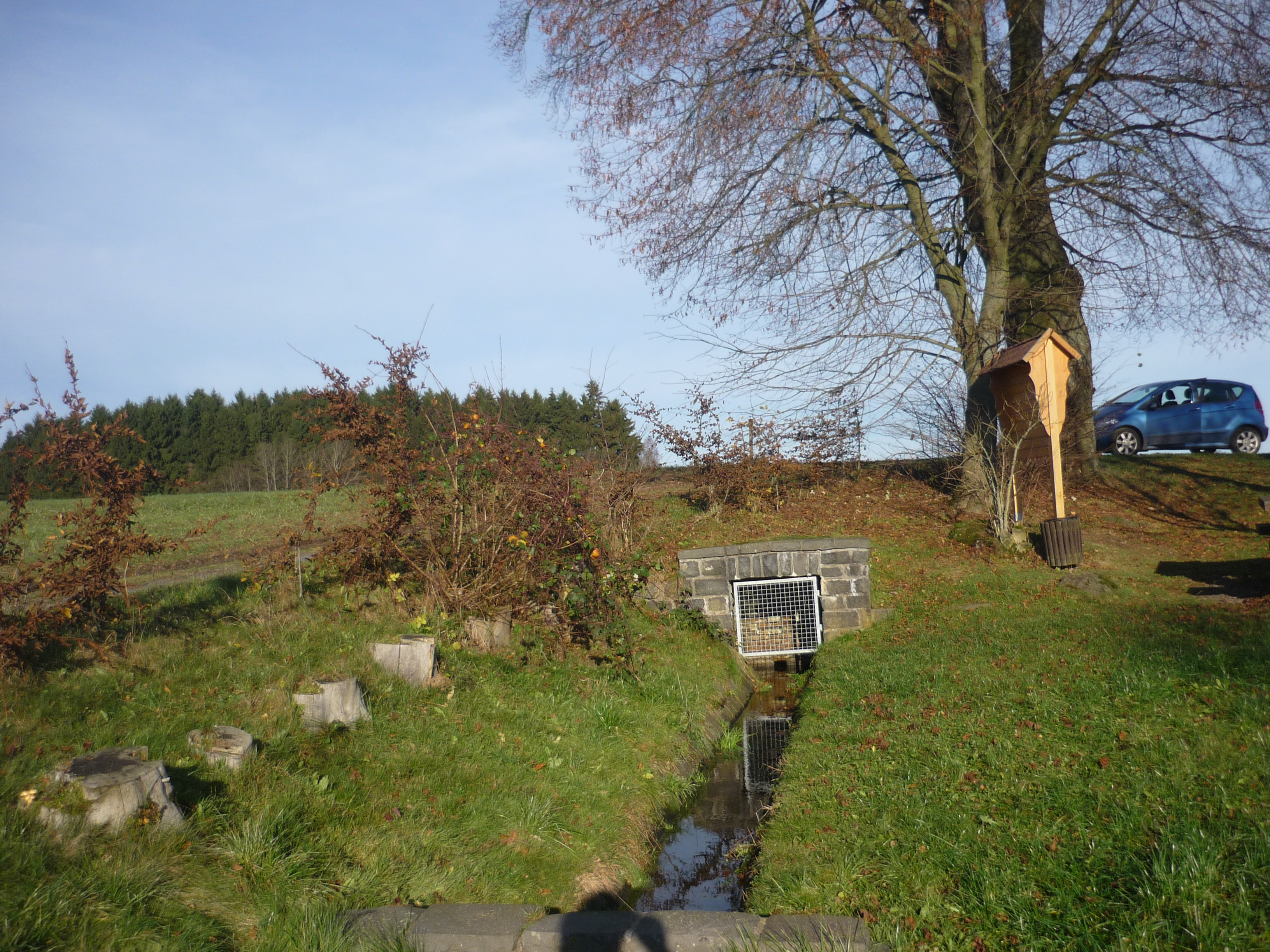
Wiedquelle bei Linden

Linden ist eine Ortsgemeinde im Westerwaldkreis in Rheinland-Pfalz. Sie gehört der Verbandsgemeinde Hachenburg an.

## Geographische Lage
Der Ort liegt nordnordöstlich von Koblenz zwischen Hachenburg im Nord-Nordwesten und Westerburg im Südosten unweit nordöstlich der Westerwälder Seenplatte. Der höchste Punkt der Gemeinde ist der Wildenhahn (499 m ü. NN), der sich rund 650 m nordwestlich von Linden erhebt. Direkt nördlich der Ortschaft befindet sich die Quelle der Wied (ein östlicher Rhein-Nebenfluss), welche Linden unmittelbar östlich in Richtung Süden bzw. Dreifelder Weiher passiert.
Nachbarorte sind Lochum im Nordosten, Rotenhain im Osten und Dreifelden im Südwesten.

## Geschichte
Wie viele Gemeinden im Westerwald entstand Linden als Rodungsort für den Ackerbau. Urkundlich erstmals erwähnt 1586, als sicher gilt aber, dass Linden schon um 1315 existierte.
Bevölkerungsentwicklung
Die Entwicklung der Einwohnerzahl der Gemeinde Linden, die Werte von 1871 bis 1987 beruhen auf Volkszählungen:
| Jahr | Einwohner |
| 1815 | 87        |
| 1835 | 96        |
| 1871 | 89        |
| 1905 | 106       |
| 1939 | 109       |

| Jahr | Einwohner |
| 1950 | 118       |
| 1961 | 122       |
| 1970 | 123       |
| 1987 | 146       |
| 2005 | 149       |

## Politik

### Bürgermeister
Ortsbürgermeister Roland Müller wurde bei der Direktwahl am 26. Mai 2019 mit einem Stimmenanteil von 90,91 % für weitere fünf Jahre in seinem Amt bestätigt. Er wurde im Juni 2024 wiedergewählt.

### Wappen
| Wappen von Linden | Blasonierung: „Schräglinks geteilt von Grün und Silber; vorne ein bewurzelter goldener Lindenbaum, hinten eine Brunnenschale mit blauer Fontäne.“ |
| Wappen von Linden | |

## Wirtschaft und Infrastruktur
Von den im Jahre 1971 noch vorhandenen 21 landwirtschaftlichen Betrieben blieb keiner mehr übrig, heute lebt die Gemeinde vom Tourismus, Dienstleistungsbetrieben und Kleinindustrie.

## Tourismus und Sehenswürdigkeiten
In der unmittelbaren Nähe des Ortes Richtung Lochum befindet sich die eingefasste Quelle der Wied. Von hier aus zweigen zahlreiche Wanderwege in die Region ab. In der Nähe des Ortes befindet sich ein Golfplatz.

### Verkehr
Linden ist über die B 8 an das überörtliche Verkehrsnetz angeschlossen. Diese Bundesstraße verbindet den Ort mit den Mittelzentren Hachenburg (zehn Kilometer) und Altenkirchen (24 Kilometer). Zu den Autobahnanschlüssen der A 3 Ransbach-Baumbach und Dierdorf gelangt man über B 8/B 413, zur Anschlussstelle Hennef der A 560 über die B 8.